# Лиманский район (Донецкая область)
Лима́нский район (укр. Лиманський район; до 2016 года — Краснолиманский) — упразднённое административно-территориальное образование на севере Донецкой области. Украины. 17 июля 2020 года постановлением Верховной рады  «О создании и ликвидации районов» был ликвидирован и вошёл в состав Краматорского района.
Центр — город Лиман (не входил в состав района).
43 медучреждений, 35 школ, 1 ДК, 31 библиотека, 2 кинотеатра.
В 1988 году районный совет был ликвидирован, район подчинялся Лиманскому городскому совету.

## Население
Численность населения — 21813 чел., городское население: 11105 человек (50,91 %) сельское: 10708 (49,09 %) человек.
Данные переписи населения 2001 года
| N | Национальность | Количество | Уд. вес (%) |
| - | -------------- | ---------- | ----------- |
| 1 | Украинцы       | 20791      | 83,25       |
| 2 | Русские        | 3735       | 14,96       |
|   | Всего          | 24974      | 100,00      |

## Населённые пункты
В составе 5 пгт (Ямполь, Заречное, Дробышево, Новосёловка, Яровая), 6 сельсоветов, 46 населённых пунктов.

## Экономика
5 совхозов, 11 колхозов, 7 промышленных предприятий. Добыча строительных и кварцевых песков.

## Природа
- Национальный природный парк «Святые горы» (часть, общая площадь — 404,48 км², охраняется растительность долины реки Северский Донец: реликтовые боры сосны меловой, реликтовые и эндемические растительные группировки на отслоениях мела, буерачные леса, степи, луговая и болотная растительность пойм. Флора насчитывает 1 008 видов, в том числе более 20 % эндемических. В Красную книгу Украины занесено 46 видов флоры. Фауна насчитывает 43 вида млекопитающих, 194 — птиц, 10 — пресмыкающихся, 9 — земноводных, 40 — рыб. В Красную книгу Украины занесено 50 видов животных).
- Отделение Украинского степного природного заповедника «Меловая флора» (площадь — 11,34 км², охраняется фактически единственный значительный по размерам заповедный участок меловой флоры на Украине, сохранившийся в удовлетворительном состоянии).

Охраняемые природные территории:
- Голубые озера
- Меловая флора
- Святые Горы
- Чернецкое
- Ямполовский
- Чёрный Жеребец
- Болото Мартыненково
- Подпесочное
- Ландыш
- Родники
- Озеро Чернецкое

## Известные уроженцы
Дячкин Пётр Акимович (1924—1985) — полный кавалер Ордена Славы, автоматчик стрелковой роты 172-го гвардейского стрелкового полка 39-й гв. сд. Родился в с. Волчий Яр.